# Quartet
Quartet (カルテット, Karutetto) é uma série de televisão japonesa produzida e exibida pela TBS entre 17 de janeiro e 21 de março de 2017, estrelada por Takako Matsu, Hikari Mitsushima, Issei Takahashi e Ryuhei Matsuda.

## Enredo
Maki Maki (Takako Matsu), Suzume Sebuki (Hikari Mitsushima), Yutaka Iemori (Issei Takahashi) e Tsukasa Beppu (Ryuhei Matsuda) acontecem a todos. Eles são um quarteto e começam a viver juntos em Karuizawa durante o inverno. Existe um grande segredo escondido.

## Elenco
- Takako Matsu como Maki Maki
- Hikari Mitsushima como Suzume Sebuki
- Issei Takahashi como Yutaka Iemori
- Ryuhei Matsuda como Tsukasa Beppu
- Riho Yoshioka como Alice Kisugi
- Takeshi Tomizawa como Daijiro Tanimura
- Akiko Yagi como Takami Tanimura
- Mummy-D como Atsushi Handa
- Masako Motai como Kyoko Maki

## Exibição
| País      | Emissora           | Data de estreia        | Data de final         | Título     |
| --------- | ------------------ | ---------------------- | --------------------- | ---------- |
| Japão     | TBS                | 17 de janeiro de 2017  | 21 de março de 2017   | カルテット |
| Hong Kong | TVB Japanese Drama | 10 de março de 2017    | 12 de maio de 2017    | 四重奏     |
| Taiwan    | PTS3               | 24 de novembro de 2017 | 7 de dezembro de 2017 | 四重奏     |